# Botrytis cinerea
Botrytis cinerea är en svampart som ingår i släktet Botrytis och familjen Sclerotiniaceae. På svenska i dagligt tal heter svampsjukdomen Gråmögel. (franska: Pourriture Gris, engelska: Grey Mold). Botrytis är ett stort problem i trädgårdsnäringen och i vinodlingar. Svampen angriper i regel döda eller försvagade växtdelar, men kan vid fuktigt varmt väder också angripa levande växter som jordgubbar och hallon. Botrytis gillar socker, fukt  och värme, och är ett problem också vid lagring av frukt, bär och grönsaker. För att minska risken för angrepp i plommon och äppleträd kan man avlägsna s.k. mumiefrukter. Det är de skrumpna bruna frukterna som hänger kvar över vintern. Dessa fungerar som värdar åt svampen och sprider sedan sjukdomen nästa sommar.
Ett vin gjort på angripna vindruvor kan få oönskade bismaker och/eller förlora viktiga aromer. Problemet är större med rödviner än med vitviner.
Angrepp av Botrytis på vindruvor kan också vara positivt och kallas då ädelröta. Då spelar svampen en en viktig roll vid framställningen av vissa vintyper som sauternesviner och tokajer. Druvor som är speciellt lämpade för denna typ av vin har visat sig vara Semillon, Furmint och Riesling, samt några till. Jäsningsproceduren för sk. botrytisviner är mer komplicerad än för vanliga viner.

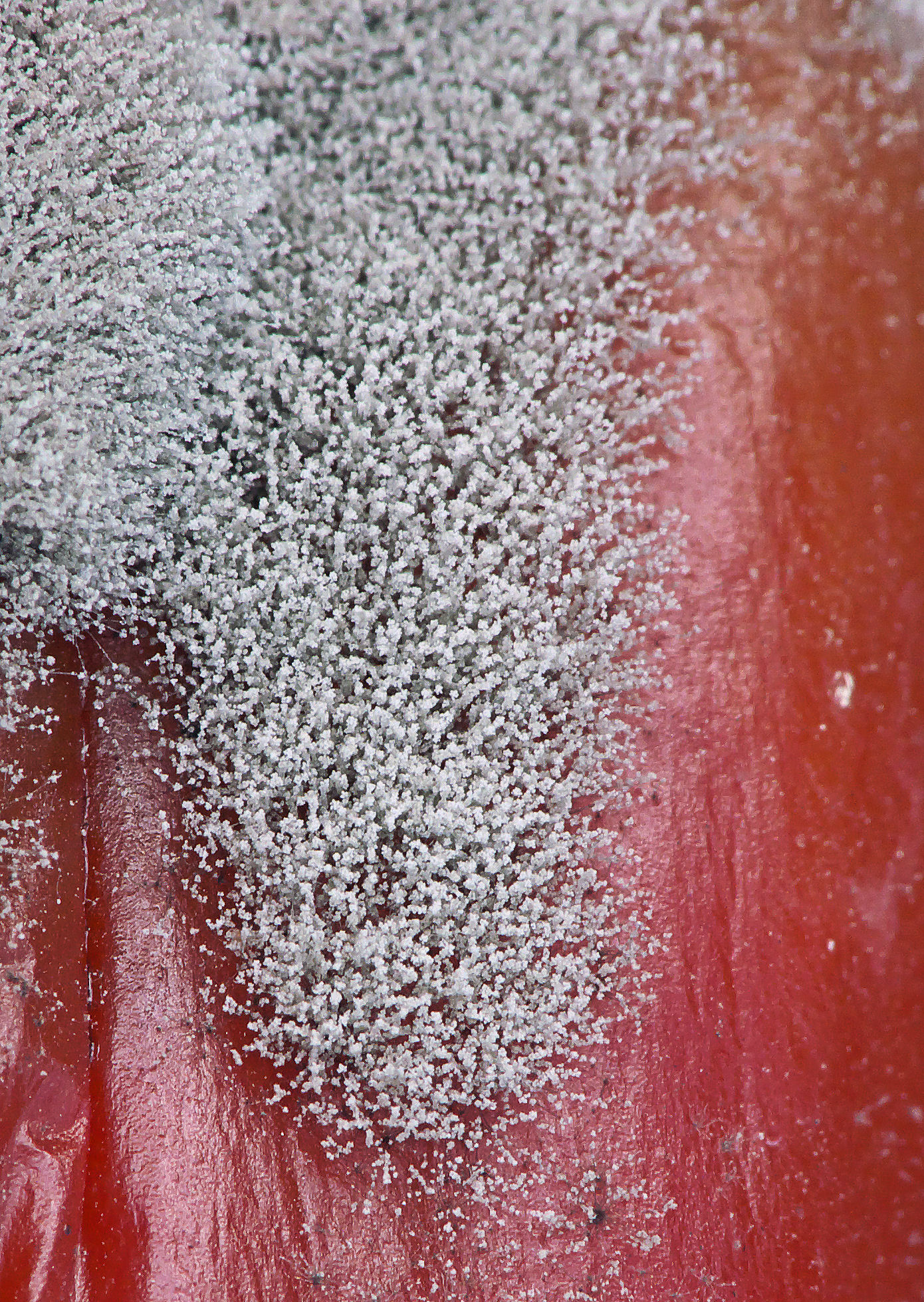
Paprika med gråmögel.
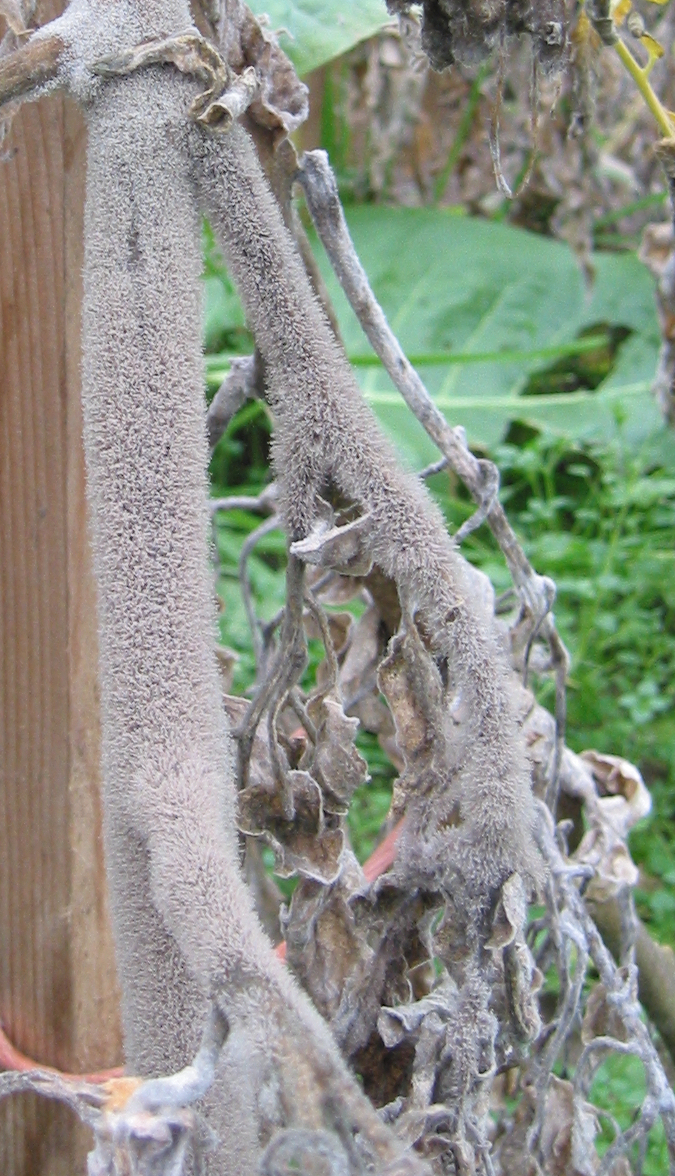
Svårt infekterad tomatplanta.
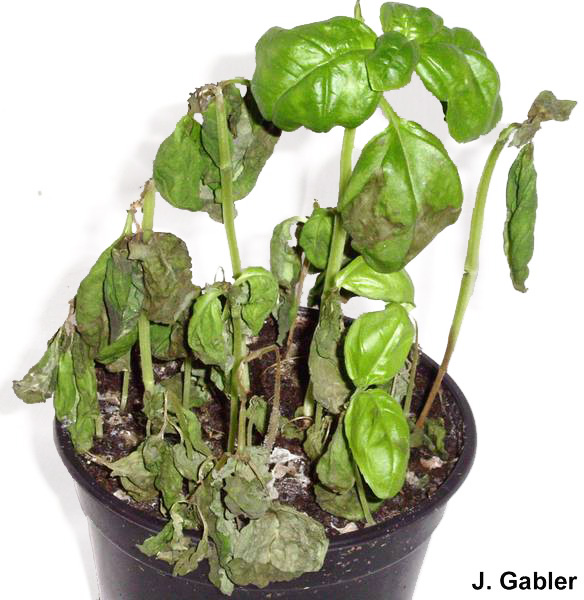
Angripen basilika.
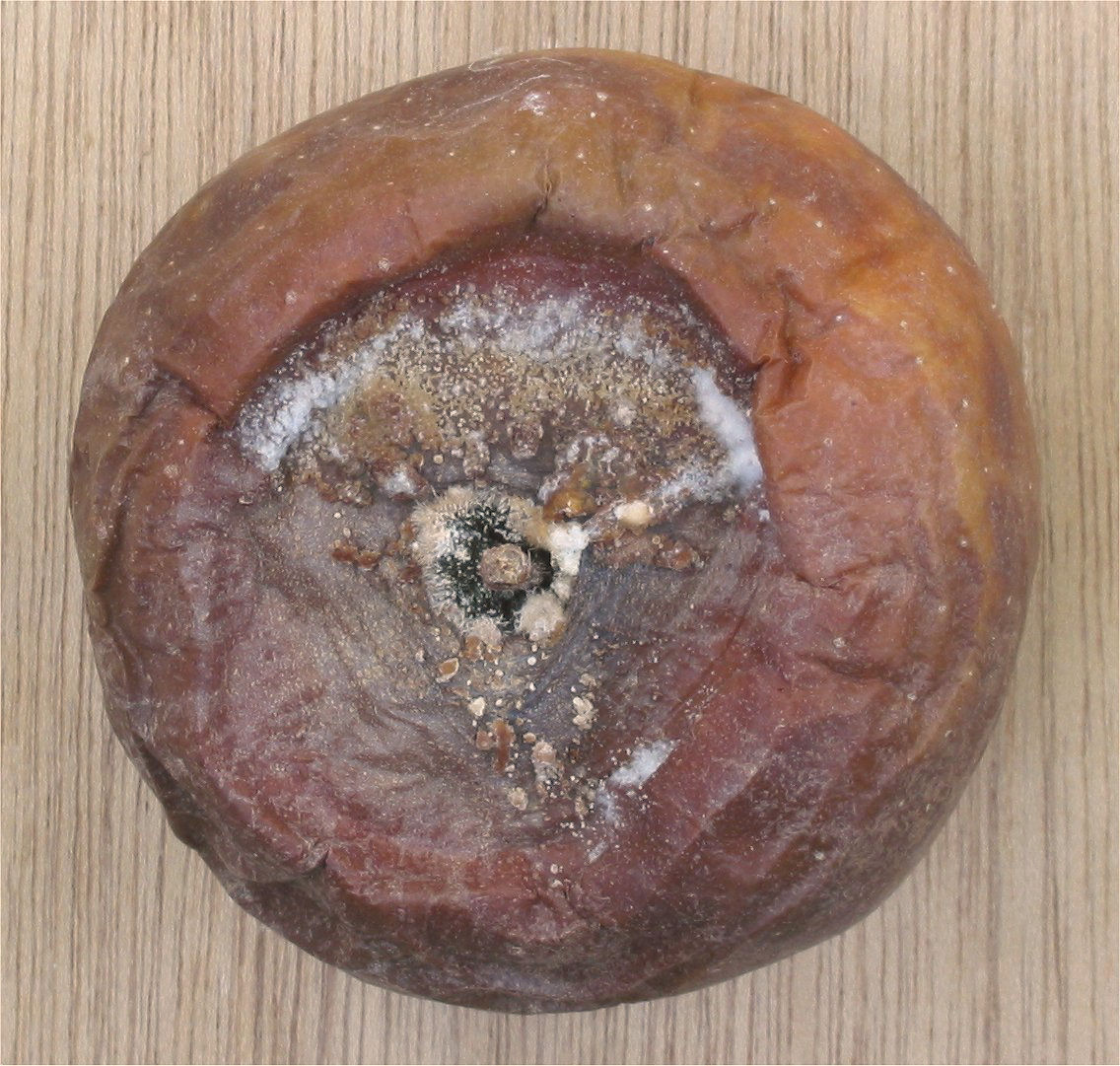
Äpple.
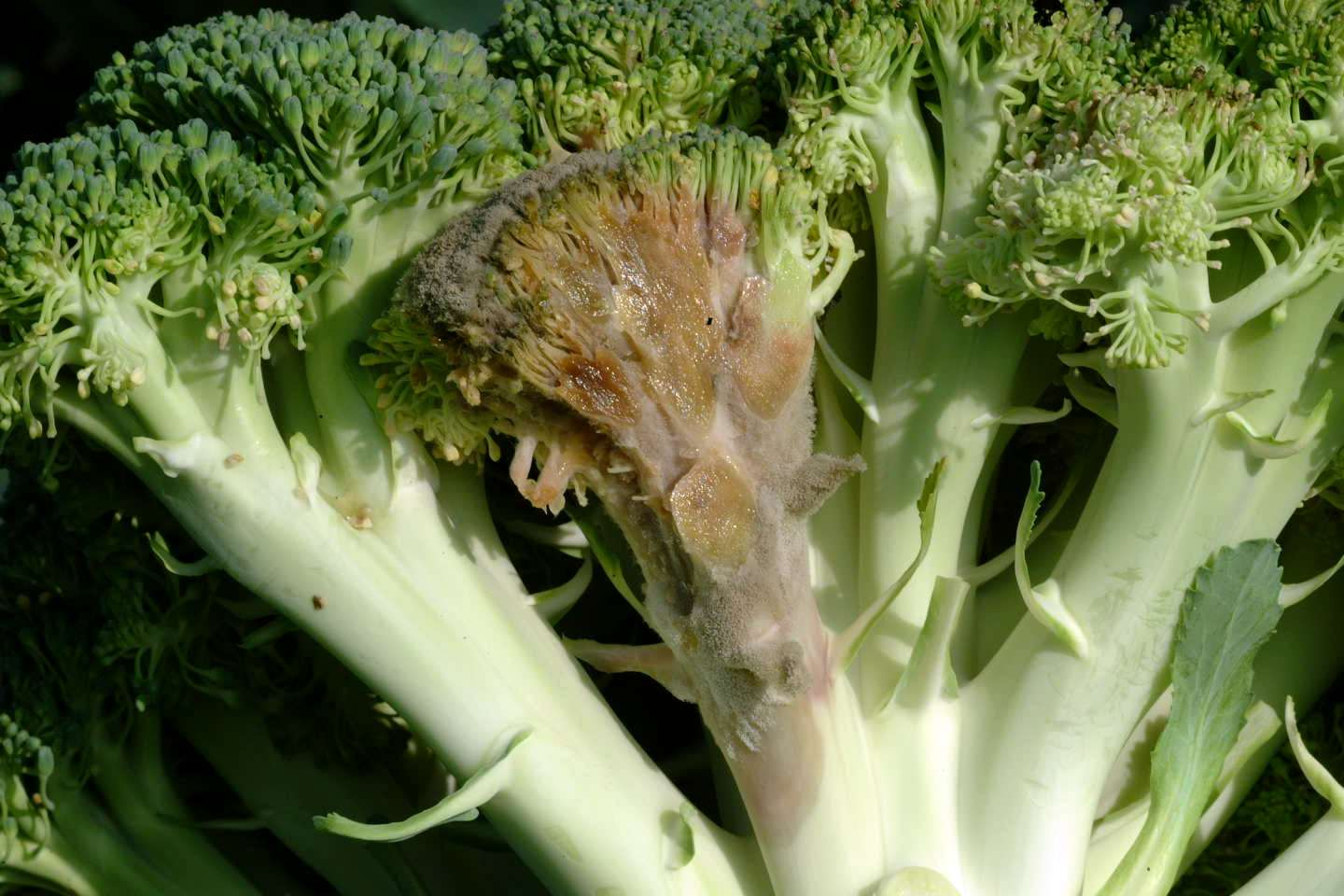
Nyligen angripen broccoli.
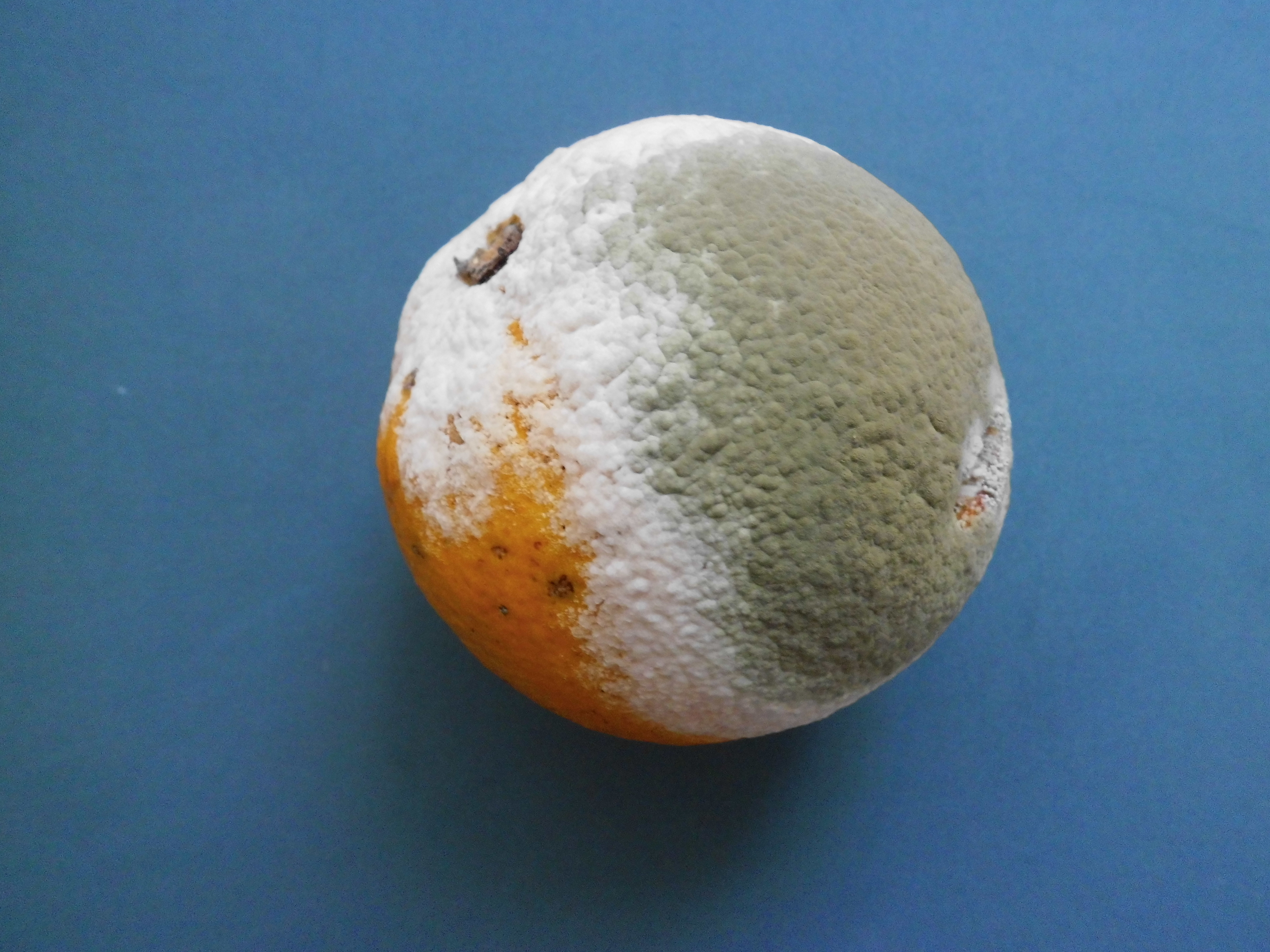
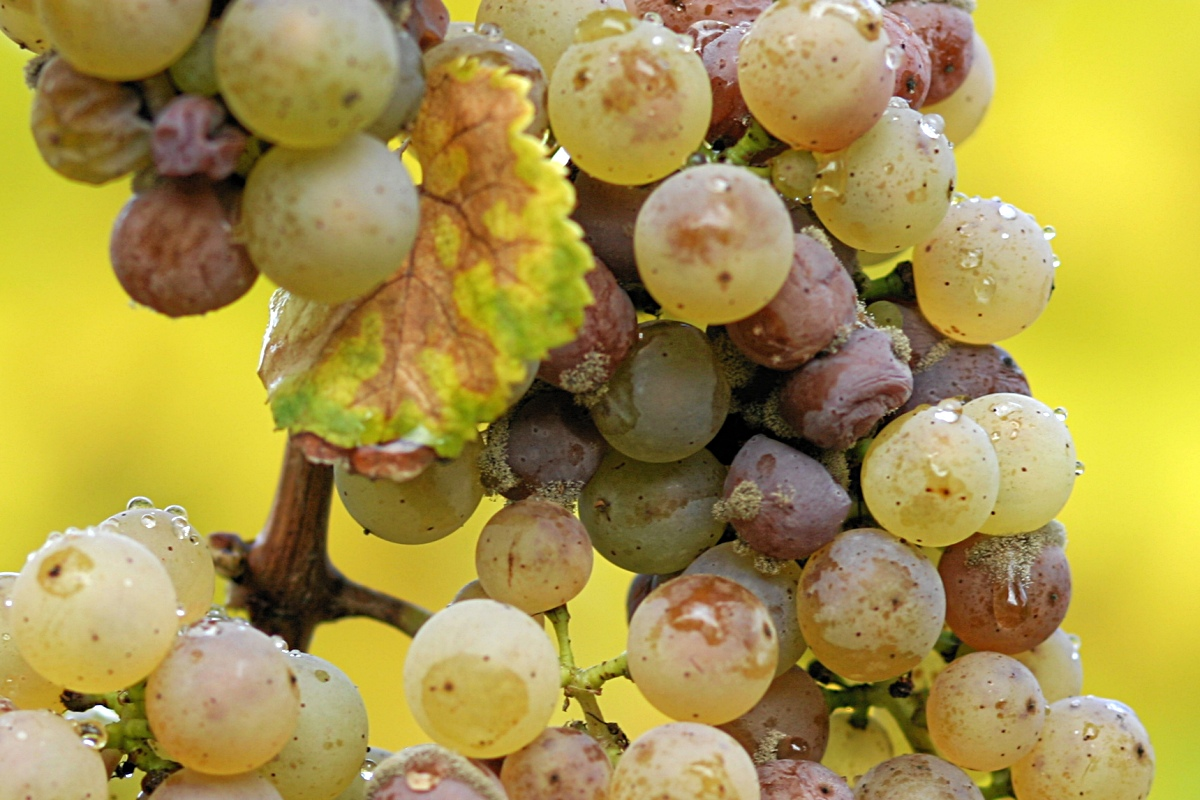
Avsiktligt infekterade druvor av sorten Riesling.
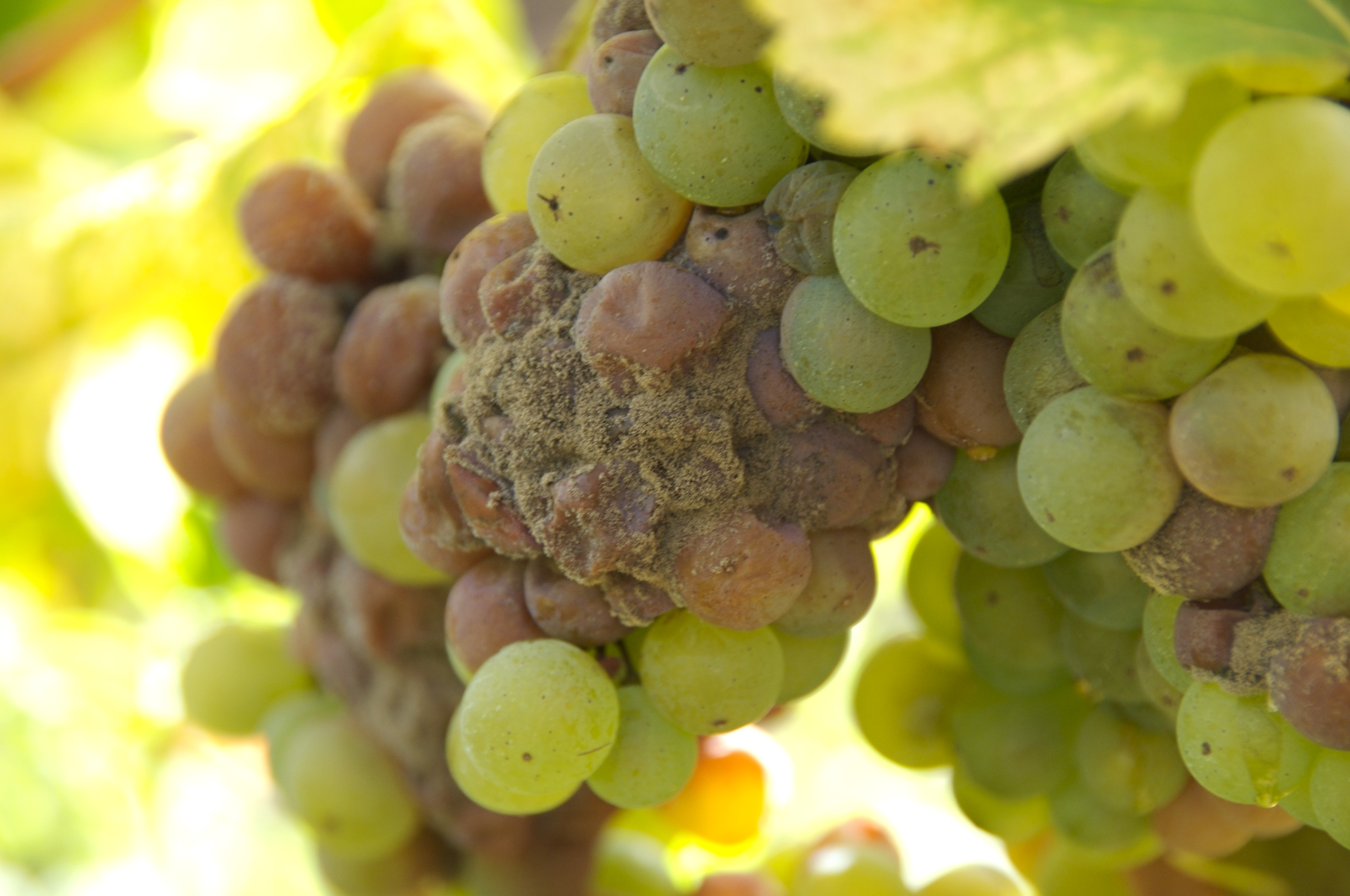
Druvor i Sauternes som skall bli vin.